# Lipa (powiat Konecki)
Lipa is een plaats in het Poolse district  Konecki, woiwodschap Święty Krzyż. De plaats maakt deel uit van de gemeente Ruda Maleniecka en telt 380 inwoners.